# Maria Taferl
Maria Taferl je městys v Rakousku ve spolkové zemi Dolní Rakousy v okrese Melk. Žije zde 912 obyvatel.

## Geografie

### Geografická poloha
Maria Taferl se nachází ve spolkové zemi Dolní Rakousy v regionu Waldviertel. Rozloha území městyse činí 12,17 km², z nichž přibližně 47,5% pokrývá les.

### Části obce
Území městyse Maria Taferl zahrnuje 8 sídel:
- Hilmanger
- Maria Taferl
- Obererla
- Oberthalheim
- Reitern
- Untererla
- Unterthalheim
- Wimm

### Sousední obce
- na severu: Münichreith-Laimbach
- na východě: Artstetten-Pöbring, Klein-Pöchlarn
- na jihu: Marbach an der Donau
- na západě: Hofamt Priel

## Kultura a památky

### Stavby
- Poutní kostel Maria Taferl
- Fara
- Pomník padlým v obou světových válkách

### Technické památky
- Mechanické jesličky od Leopolda Steindla vyobrazující též historii poutního místa Maria Taferl
- Elektromechanické alpské panorama od Leopolda Steindla

## Galerie

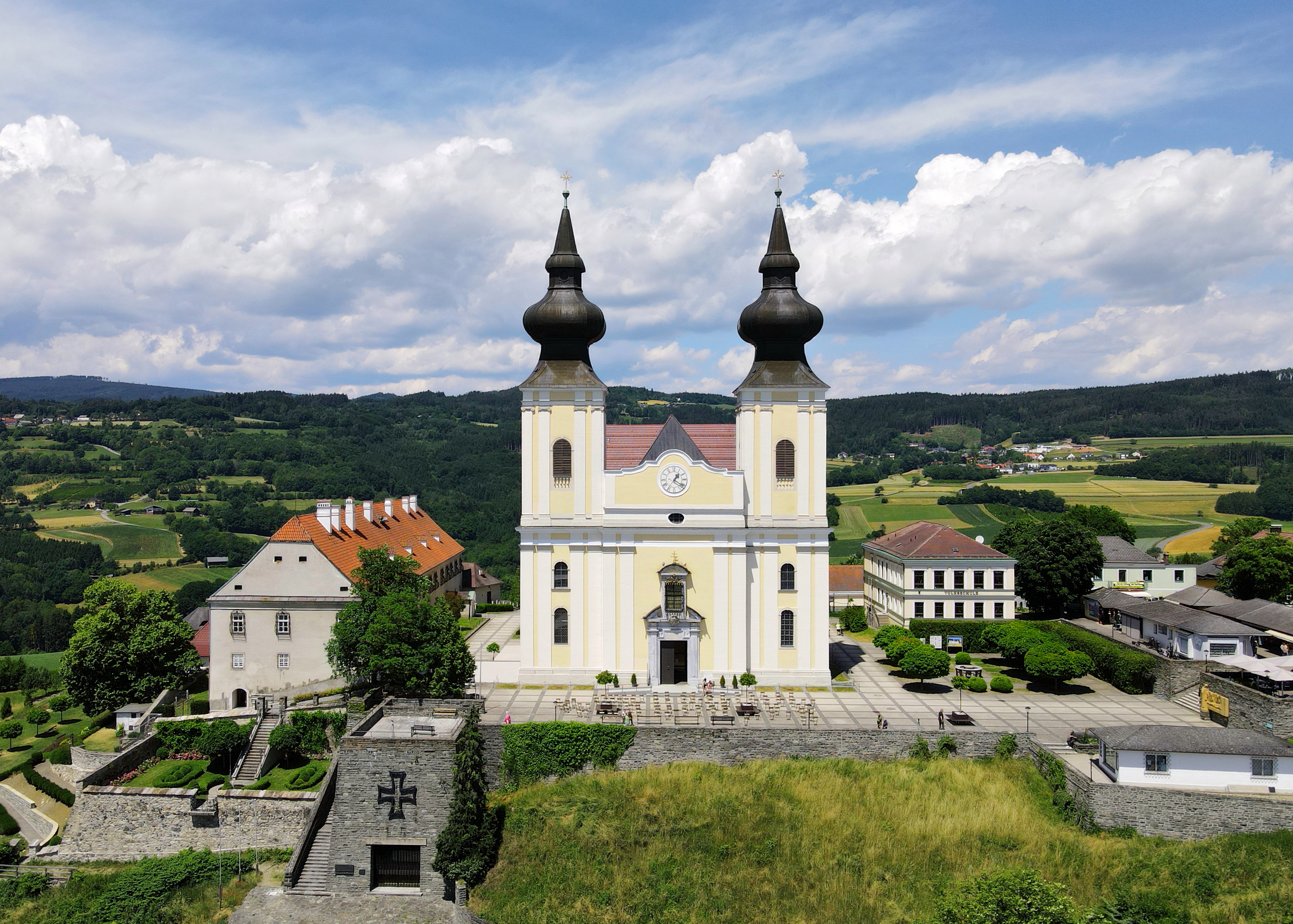
Farní poutní kostel s farou (napravo)
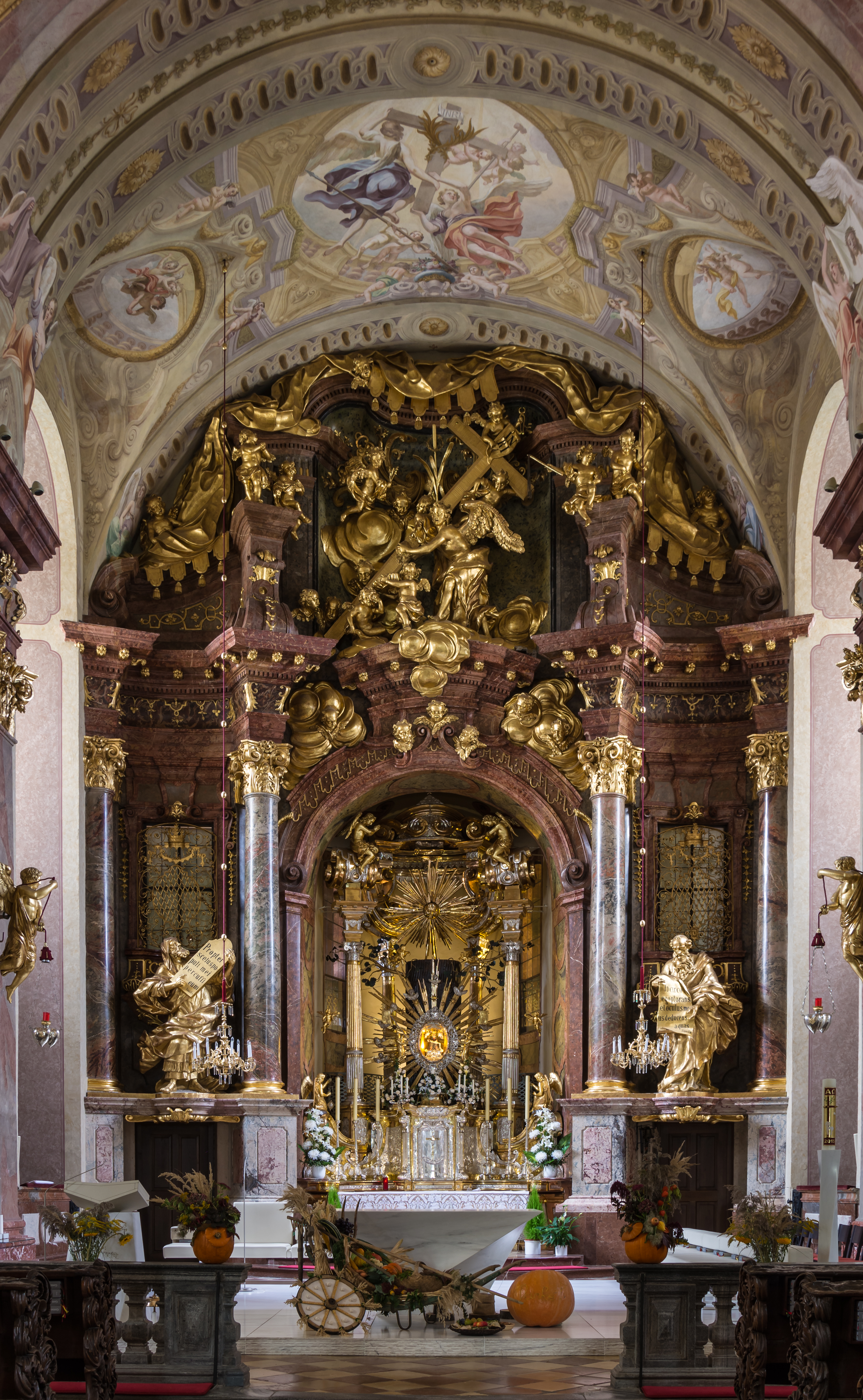
Interiér poutního kostela
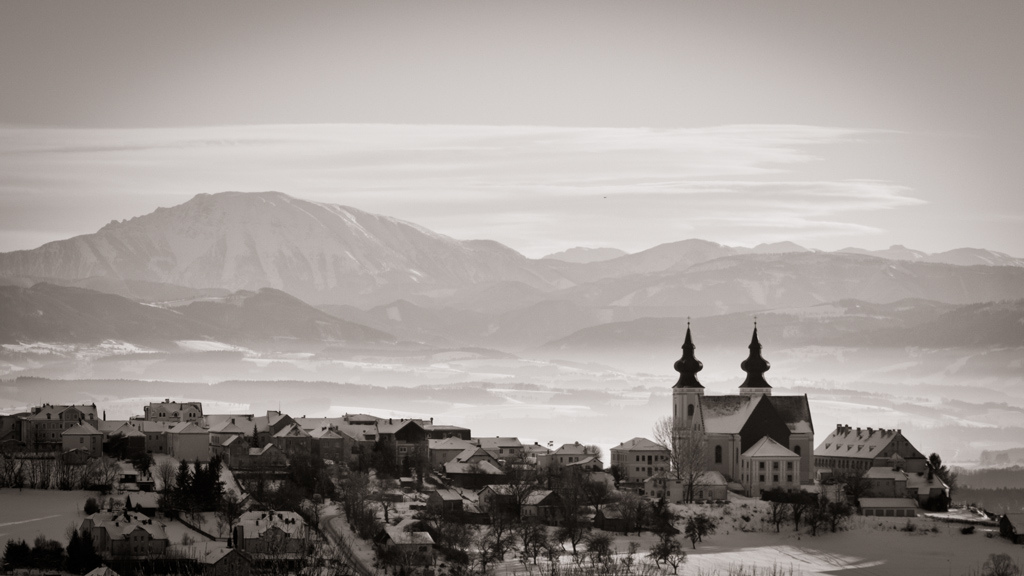
Maria Taferl v zasněžené krajině
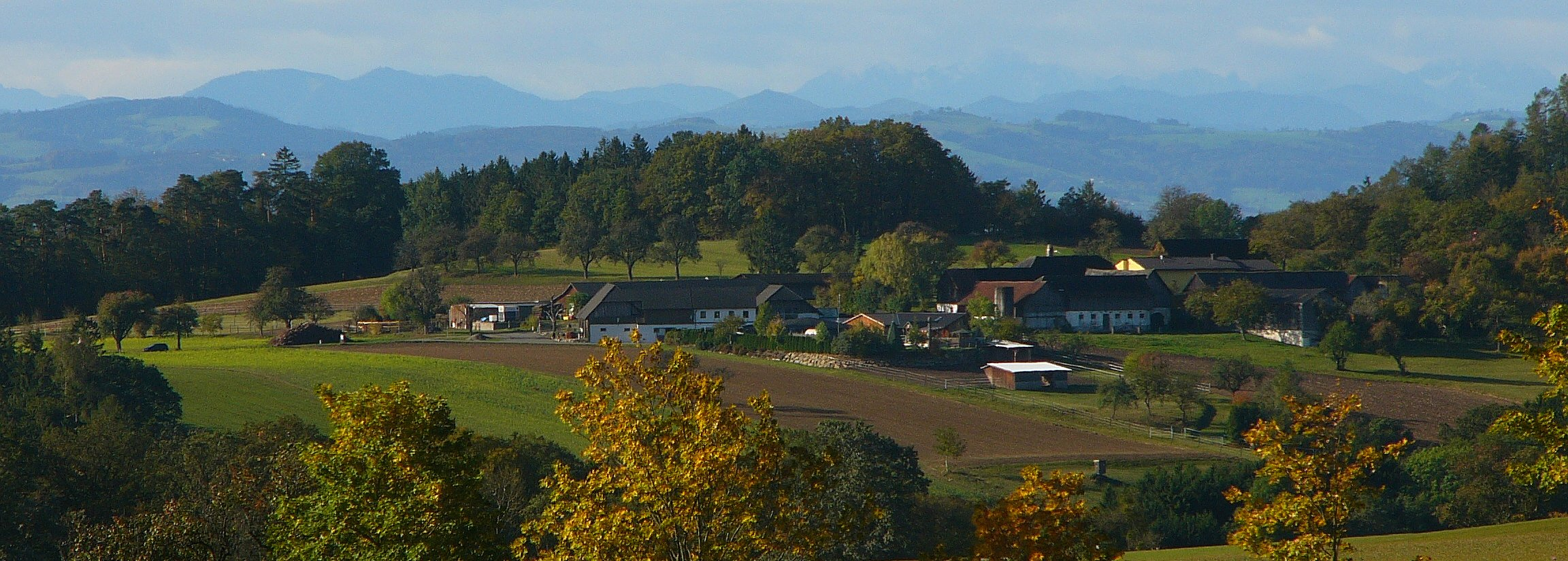
Wimm
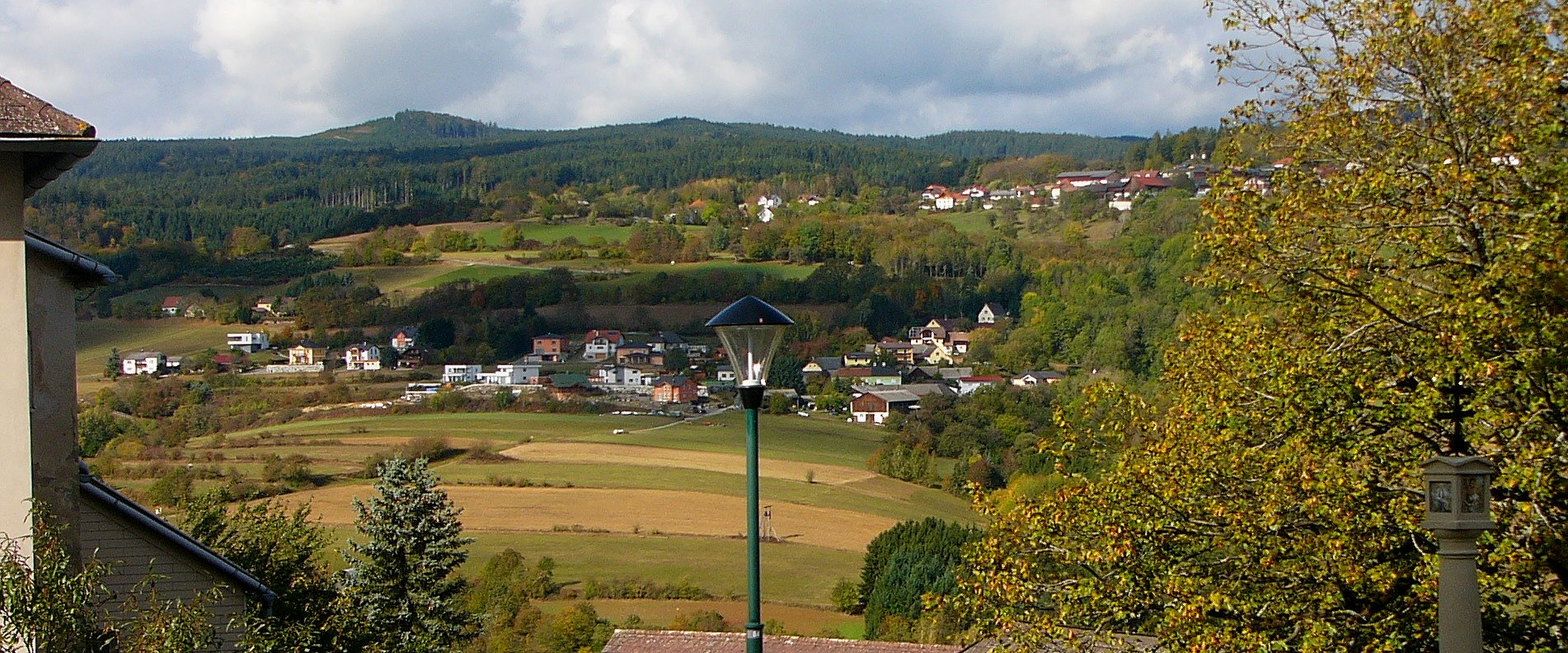
Untererla a Obererla